# Rhyparus sepikensis
Rhyparus sepikensis är en skalbaggsart som beskrevs av Zdzisława Stebnicka 1998. Rhyparus sepikensis ingår i släktet Rhyparus och familjen Aphodiidae. Inga underarter finns listade i Catalogue of Life.